# Steinalm-Formation
Die Steinalm-Formation ist eine lithostratigraphische Formation der mittleren Trias in den Nördlichen Kalkalpen. Die maximal 160 Meter mächtige Formation vertritt in einigen Faziesbereichen die Gutenstein-Formation.

## Geschichte
Der Begriff Steinalmkalk wurde 1930 von Julius von Pia geprägt. Pia beschrieb die Typlokalität bei Saalfelden. Da der Steinalmkalk nur schwer vom ladinischen Wettersteinkalk zu unterscheiden ist, war der Begriff zeitweise umstritten.

## Definition und Verbreitungsgebiet
Die Steinalm-Formation besteht überwiegend aus hellen, massigen, grauen und graubraunen mikritischen oder sparitischen Algenkalken, die auch dolomitisiert sein können. Es handelt sich um eine Flachwasserbildung. Es kommen auch dunklere und stärker gebankte Kalke und Dolomite vor. Die Steinalm-Formation wird von den unteren Schichtgliedern der Gutenstein-Formation beziehungsweise Virgloria-Formation unterlagert und von der Wetterstein-Formation, der Reifling-Formation überlagert. Lateral ist sie entweder mit den oberen Schichtgliedern der Gutenstein-Formation beziehungsweise der Virgloria-Formation verzahnt oder vertritt diese auch vollständig. An der Typlokalität erreicht die Formation eine Mächtigkeit von 70 Metern, bei Großreifling im Ennstal ist sie bis zu 100 Meter mächtig, bei Hohenberg im Traisental erreicht sie mit 160 Metern ein Maximum. Im Bereich der Innsbrucker Nordkette schwankt ihre Mächtigkeit zwischen 15 und 116 Metern. Die Sedimentation der Steinalm-Formation wurde durch eine Transgression beendet, welche die Karbonatplattform ertrinken ließ und die Basis für die Sedimentation der Reifling-Formation war.

## Zeitlicher Umfang
Die Formation wird in neuerer Zeit in das oberste Anis datiert. Ein Übergreifen in das tiefere Ladin wird nicht ausgeschlossen. Tollmann hingegen datiert die Formation etwas früher, nämlich vom Unteranis bis zum Ende des Mittelanis.

## Fossilführung
Außer Dasycladaceen, das sind spindelförmige Kalkalgen, sind Makrofossilien spärlich, zu finden sind Brachiopoden, Cephalolopoden und auch Crinoiden. Unter den Mikrofossilien finden sich Foraminiferen  wie Meandrospira dinarica, Pilammina densa oder Glomospirella semiplana.

## Zillkalk
Der Zillkalk ist das Äquivalent der Steinalm-Formation in der Hallstätter Zone. Es handelt sich um einen Riffkalk, der von tiefanisischen Dolomiten unterlagert wird und vom Schreyeralmkalk überlagert wird. Der Name Zillkalk wurde schon im 19. Jahrhundert durch Marko Vincenc Lipold geprägt. Typlokalität ist der Steinbruch Zill bei Hallein.